# Tang Qunying
Dans ce nom chinois, le nom de famille, Tang, précède le nom personnel.
Tang Qunying (en chinois : 唐群英), née le 8 décembre 1871 et morte le 3 juin 1937 est la première femme à avoir intégrée le Tongmenghui, une société secrète et mouvement clandestin fondé à Tokyo au Japon par Sun Yat-sen et Song Jiaoren en 1905. Tang est reconnue comme l’une des « femmes activistes les plus connues de l’histoire de la Chine moderne ».
Elle était présidente de l'Alliance pour le suffrage des femmes, une organisation créée lors de la fusion de l'Alliance des femmes de Nanjing, la Women’s Backup Society, la Women’s Martial Spirit Society et la Nǚzǐ cānzhèng tóngménghuì (« Ligue pour le droit de vote des femmes ») en 1912. L’année suivante, elle fondait le Nǚquán rìbào (en chinois : 女權日報 ; litt. « Quotidien du droit des femmes »), premier journal destiné aux femmes dans la province du Hunan.
Pour son aide lors du renversement de la dynastie régnante en Chine, Sun Yat-sen la rencontra personnellement afin de la féliciter pour le travail accompli et il la décora de la médaille de l'Ordre de l'Épi d'or (Jiahe) de seconde classe.

## Jeunesse
Tang est née le 8 décembre 1871 dans le xian de Hengshan dans la province du Hunan sous le nom de Tang Gongyi. Elle est la troisième enfant d’une fratrie de sept (trois frères, trois sœurs). Son père était un général de la dynastie Qing,. Dès l’âge de trois ans, elle montre des comportements rebelles à l’encontre de sa mère.
Elle était très proche de son père qui éduqua ses enfants sans différence de genre. Enfant, son père lui racontait les récits de Mulan et des généraux de la famille Yang. Excellente élève et oratrice, Yang écrivait aussi des poèmes dont le premier « Se lever à l'aube », rédigé alors qu’elle n’avait que 15 ans est devenu la pierre angulaire de son activisme pour le droit des femmes. Elle apprit à monter à cheval et le maniement de l’épée, ce qui lui valut le surnom de « chevalière errante » par son père. Elle était considérée comme une enfant prodige.

## Vie personnelle
Après la mort de son père en 1890, elle épousa Zeng Zhuangang, cousin de Zeng Guofan, général de la dynastie Qing en 1891, à l’âge de 19 ans. Originaire du village voisin de Heye et issu d’une famille notable, proche d’une grande féministe chinoise, Qiu Jin. Cette association lui apporta de nouvelles idées politiques et de nombreux contacts. Sa première et seule fille meurt à l’âge de 3 ans en 1896 d’une fièvre et son époux, l’année suivante, de la même maladie. Elle retournae alors vivre à la maison familiale, situation inhabituelle à l’époque (ses amis féministes lui conseillent en revanche de vivre de façon indépendante). Elle se consacre alors à la lecture et prend soin de sa mère et de ses frères. Après les livres de la bibliothèque personnelle de son père et entre deux poèmes, elle lit les livres de la bibliothèque de Qiu Jin avant que cette dernière ne s’installe au Japon. L’un des livres qui l’a le plus influencé est le Datong Shu (« Livre de la Grande Unité ») de Kang Youwei qui met en lumière la condition des femmes en Chine. Elle écrivit un poème intitulé Ma pensée à la lecture du Datong Shu. Sa mère meurt en 1918.

## Carrière
En 1904, alors âgée de 33 ans, elle va au Japon pour étudier à l'école professionnelle pour femmes de Shimoda Utako à Tokyo, endroit qui promeut l’ethos d’un réformisme conservateur des « bonnes épouses et mères sages ». En désaccord avec ces principes elle déménage à Shanghai avec son frère Qian. Elle crée un cercle d’anciens amis qui partagent ses idéaux et souhaitent apporter du changement dans la société chinoise et la scène politique. Elle devient rapidement un membre actif du Tongmenghui (la « Ligue unie ») où elle est la seule femme et affectueusement surnommée « Grande Sœur Tang ». En 1905, son approche révolutionnaire l’entraîne à apprendre le maniement des armes et la fabrication de bombes auprès d’anarchistes russes. Entre 1910 et 1913, le mouvement des suffragettes se lance en Chine et Tang en fait partie. Au sein de la communauté chinoise en diaspora, le journalisme politique de Tang joue un rôle majeur dans l’élan positif de ce mouvement.
Par la suite, elle affiche une démarche militante pour mener à bien ses convictions et établir l’égalité des sexes et la participation des femmes en politique. Les mouvances féministes de Tang en Chine sont une partie de la révolution chinoise de 1911. En tant que dirigeante de la Ligue pour le droit de vote des femmes (en chinois : 女子参政同盟会, Nǚzǐ cānzhèng tóngménghuì), Tang est à l’origine de nombreuses manifestations où les femmes vont interrompre des sessions du Parlement afin de demander un changement de la Constitution et accorder le droit de vote aux femmes. Les revendications se font entendre tant que Sun Yat-sen est président du Tongmenghui. Après son exil en 1911, le mouvement perd de son influence et de nouvelles lois sont votées pour exclure les femmes du droit de vote ou leur interdire de présenter des candidates aux élections,.
Tout en jouant son rôle de leader du Tongmenghui au Japon, elle fonde le Journal de l'Association des étudiantes chinoises afin de promouvoir des actes révolutionnaires en Chine. Tang est aussi à l’origine du Ten-day Vernacular Newspaper for Women et du Compte-rendu sur les femmes chinoises.
En 1913, dans sa province natale du Hunan, elle fonda le Quotidien des droits des femmes, premier quotidien de ce type à voir le jour en Chine. Son activisme est également à l’origine de la création d’écoles pour les femmes de la province du Hunan mais aussi d’organisations militaires de femmes qui allèrent jusqu’à assassiner des fonctionnaires de la dynastie Qing. Ses idées mirent également fin à la séparation par genre dans les classes, des classes mixtes, ce qui les a aidés à faire valoir leurs droits dès leur plus jeune âge. Tang a créé deux établissements d'enseignement - l'École d'art pour filles et l'École professionnelle pour filles.
La nomination de Yuan Shikai comme président de la république de Chine, en 1913, eut un effet dévastateur sur les résultats du militantisme de Tang. Ses journaux ont été obligés de cesser leur parution et ses organisations ont été dissoutes. Shikai, en totale opposition avec les positions de Tang ordonna son arrestation. Elle réussit à s’échapper jusqu’à Changsha où elle passa du temps avec sa mère.

## Dernières années et mort
Très confiante de ses opinions, Tang n’hésitait pas à parler ouvertement en public même devant une foule hostile à ses propos afin de tenter de les convaincre du bien-fondé de ses convictions. Elle inspirait de la confiance aux femmes qui n’avaient plus peur d’exprimer leurs points de vue dans n’importe quelle circonstance.
Afin de diffuser ses idées, en tant que suffragette, Tang adoptait au choix une approche rigide ou flexible, empathique ou furieuse, analytique ou impulsive selon la situation. Très attachée au dirigeant du Tongmenghui, Sun Yat-sen, Tang écrivit un poème intitulé « Je pleure pour le président Sun Yat-sen » à la suite de la mort de ce dernier le 12 mars 1925. Elle a d'ailleurs tenu à lui rendre hommage dans l’une des écoles pour femmes qu’elle avait fondée.
Tang était revenue à Hengshan, un an avant sa mort et elle mourut le 3 juin 1937 à l’âge de 66 ans.